# Marisa Pavan
Marisa Pavan, pseudonimo di Maria Luisa Pierangeli (Cagliari, 19 giugno 1932 – Gassin, 6 dicembre 2023), è stata un'attrice italiana naturalizzata francese.

## Biografia
Nata a Cagliari da Luigi ed Enrichetta Romiti, marchigiani originari di Pesaro, crebbe a Roma, con la sorella gemella Anna Maria Pierangeli, anch'ella famosa attrice, e la sorella minore Patrizia. La sua carriera cinematografica si è svolta principalmente negli Stati Uniti, dove esordì sul grande schermo all'inizio degli anni cinquanta sulle orme della sorella Anna Maria che aveva iniziato a lavorare in Italia ma venne presto chiamata a Hollywood.
Tra i ruoli da lei interpretati, quello della dolce Nicole Bouchard in Uomini alla ventura (1952), sua pellicola d'esordio accanto a James Cagney; quello della figlia in crisi nel dramma La rosa tatuata (1955), accanto ad Anna Magnani e Burt Lancaster, per il quale ottenne un Golden Globe e una candidatura all'Oscar come miglior attrice non protagonista (non riuscì ad aggiudicarsi l'ambita statuetta, ma fu la Pavan che andò a ritirare, facendo le veci della Magnani, l'Oscar alla migliore attrice protagonista, vinto da quest'ultima per la sua interpretazione nello stesso film). Fu poi la ragazza madre in L'uomo dal vestito grigio (1956) con Gregory Peck e in seguito prese parte ai film storici Diana la cortigiana (1956) con Lana Turner e Salomone e la regina di Saba (1959) con Yul Brynner e Gina Lollobrigida; infine fu co-protagonista del dramma poliziesco Mezzanotte a San Francisco (1957), accanto a Tony Curtis.
Interprete dalla recitazione misurata e dalla delicata bellezza, negli anni sessanta tornò in Italia dove apparve in alcuni dei più famosi varietà televisivi della Rai come ospite d'onore.
Il 10 settembre 1971 l'attrice fu colpita da un grave lutto: la sorella gemella Anna Maria Pierangeli venne ritrovata morta nel suo appartamento di Beverly Hills, a soli 39 anni, a causa di un sovra-dosaggio di medicinali; per volere di Pavan, Pierangeli fu sepolta nel cimitero di Rueil-Malmaison, nei pressi di Parigi, dove Marisa si era stabilita da tempo con marito e figli.
Dopo la morte della gemella, Pavan diradò le sue apparizioni cinematografiche (la sua ultima pellicola è del 1974) per dedicarsi maggiormente alla famiglia. Nel 1976 ebbe un ultimo ruolo di rilievo nella miniserie televisiva statunitense I boss del dollaro, accanto a Kirk Douglas, Christopher Plummer, Joan Collins e Susan Flannery, trasmessa dalla CBS, che in Italia andò in onda sulla Rete 1 della Rai (l'odierna Rai 1) nel 1978. Successivamente si limitò ad apparire come guest-star in alcuni episodi di telefilm statunitensi e francesi.
Tornò a Roma in occasione della mostra celebrativa sulla vita e la carriera artistica della sorella gemella Anna Maria Pierangeli, a 40 anni dalla morte, tenutasi nel settembre 2011 presso la Casa del Cinema a Villa Borghese.
Marisa Pavan è morta a Gassin il 6 dicembre 2023, all'età di 91 anni, per cause naturali.

## Vita privata
Fu la seconda moglie dell'attore francese Jean-Pierre Aumont, che sposò nel 1956, rimanendone vedova nel 2001; da questo matrimonio nacquero due figli: Jean-Claude (1957) e Patrick (1960); fu inoltre una seconda madre per Tina (1946-2006), divenuta anch'ella attrice, la figlia che Aumont aveva avuto dalla sua prima moglie, l'attrice dominicana María Montez, deceduta nel 1951 a causa di una sincope.

## Filmografia

### Cinema
- Uomini alla ventura (What Price Glory), regia di John Ford (1952)
- Ho scelto l'amore, regia di Mario Zampi (1953)
- Squadra investigativa (Down Three Dark Streets), regia di Arnold Laven (1954)
- Rullo di tamburi (Drum Beat), regia di Delmer Daves (1954)
- La rosa tatuata (The Rose Tattoo), regia di Daniel Mann (1955)
- Diana la cortigiana (Diane), regia di David Miller (1956)
- L'uomo dal vestito grigio (The Man in the Gray Flannel Suit), regia di Nunnally Johnson (1956)
- Mezzanotte a San Francisco (The Midnight Story), regia di Joseph Pevney (1957)
- Il grande capitano (John Paul Jones), regia di John Farrow (1959)
- Salomone e la regina di Saba (Solomon and Sheba), regia di King Vidor (1959)
- Il pozzo delle tre verità (Le Puits aux trois vérités), regia di François Villiers (1961)
- Niente di grave, suo marito è incinto (L'Événement le plus important depuis que l'homme a marché sur la lune), regia di Jacques Demy (1973)
- Antoine et Sébastien, regia di Jean-Marie Périer (1974)

### Televisione
- Royal Playhouse (Fireside Theater) – serie TV, 1 episodio (1954)
- Studio One – serie TV, 1 episodio (1955)
- Front Row Center – serie TV, 1 episodio (1955)
- Alfred Hitchcock presenta (Alfred Hitchcock Presents) – serie TV, episodio 1x16 (1956)
- The Kaiser Aluminum Hour – serie TV, episodio 1x05 (1956)
- ITV Television Playhouse – serie TV, 1 episodio (1956)
- Climax! – serie TV, episodio 4x05 (1957)
- The Frank Sinatra Show – serie TV, 1 episodio (1958)
- Playhouse 90 – serie TV, 1 episodio (1959)
- Westinghouse Desilu Playhouse – serie TV, episodio 2x05 (1959)
- The United States Steel Hour – serie TV, 1 episodio (1960)
- Shangri-La – film TV (1960)
- La città in controluce (Naked City) – serie TV, 2 episodi (1961-1963)
- Breaking Point – serie TV, 1 episodio (1963)
- Indirizzo permanente (77 Sunset Strip) – serie TV, 2 episodi (1963)
- Combat! – serie TV, 1 episodio (1963)
- Polvere di stelle (Bob Hope Presents the Chrysler Theatre) – serie TV, 1 episodio (1964)
- F.B.I. (The F.B.I.) – serie TV, 1 episodio (1965)
- Seaway: acque difficili (Seaway) – serie TV, 1 episodio (1966)
- Il diario di Anna Frank – film TV (1967)
- Cutter's Trail – film TV (1970)
- I boss del dollaro (Arthur Hailey's the Moneychangers) – miniserie TV, 4 episodi (1976)
- Wonder Woman – serie TV, 1 episodio (1977)
- McMillan e signora (McMillan & Wife) – serie TV, 1 episodio (1977)
- Switch – serie TV, 1 episodio (1977)
- The Trial of Lee Harvey Oswald – film TV (1977)
- Hawaii squadra cinque zero (Hawaii Five-O) – serie TV, 1 episodio (1977)
- Agenzia Rockford (The Rockford Files) – serie TV, 1 episodio (1979)
- La vie des autres – serie TV, 1 episodio (1980)
- I Ryan (Ryan's Hope) – soap opera, 5 episodi (1985)
- Cinéma 16 – serie TV, 1 episodio (1987)
- Renseignements généraux – serie TV, 1 episodio (1991)
- Haute tension – serie TV, 1 episodio (1992)

## Prosa televisiva Rai
- Quel signore che venne a pranzo, regia di Alessandro Brissoni, trasmessa il 20 dicembre 1961.

## Riconoscimenti
- Premio Oscar
  - 1956 – Candidatura alla miglior attrice non protagonista per La rosa tatuata

- Golden Globe
  - 1956 – Migliore attrice non protagonista per La rosa tatuata

- BAFTA
  - 1957 – Candidatura alla migliore attrice straniera per La rosa tatuata

## Doppiatrici italiane
- Maria Pia Di Meo in La rosa tatuata, Diana la cortigiana, L'uomo dal vestito grigio, Mezzanotte a San Francisco
- Fiorella Betti in Squadra investigativa, Il grande capitano, Salomone e la regina di Saba
- Rosetta Calavetta in Uomini alla ventura
- Micaela Giustiniani in Rullo di tamburi